# トゥムクマケ山地
トゥムクマケ山地（Serra Tumucumaque）は、ギアナ高地東部にあたるスリナムからフランス領ギアナ、ブラジルとの国境線になっている山地である。国境線ともなっている川が流れ出している。具体的には、ガイアナ・スリナム国境のコーランタイン川（River Corantijn）、スリナム・フランス領ギアナ国境のマロニ川、フランス領ギアナ・ブラジル国境のオヤポック川（Rio Oiapoque）である。
ブラジル政府とWWF（世界自然保護基金）は、2002年8月23日、この地域の38,874 km2をトゥムクマケ国立公園に指定した。